# Landler

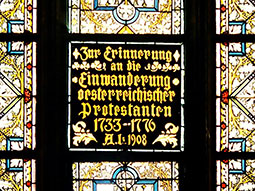
Detaliu de vitraliu din Catedrala Evanghelică din Sibiu, cu o inscripție dedicată memoriei protestanților austrieci.

Landlerii (germană landler), cunoscuți din punct de vedere istoriografic și ca transmigranți, sunt o minoritate etnică din România (parte a comunității germanilor din România), vorbitoare a unui dialect al limbii germane (mai precis landlerisch, un dialect de tip sud-bavarez sau südbairischer), care trăiesc alături de sași din secolul al XVIII-lea până în prezent, cu o arie de răspândire foarte restrânsă, în localitățile Turnișor (azi cartier al municipiului Sibiu), Cristian (germană Großau) și Apoldu de Sus (germană Großpold), toate din județul Sibiu, sudul Transilvaniei. În trecut, a mai existat și o comunitate mică de landleri în județul Alba, mai precis în zona Sebeșului. Landlerii sunt protestanți de confesiune luterană, parte a Bisericii Evanghelice de Confesiune Augustană din România (germană Evangelische Kirche A.B. [Augsburgischen Bekenntnisses] in Rumänien).

## Istorie
Denumirea de „Landler” are o conotație regională desemnând locul de origine al acestora, în germană „Land”, denumirea unei regiuni istorice cuprinse între Wels, Gmunden și Vöcklabruck.
Istoria lor începe pe 9 iulie 1734 când, sub domnia lui Carol al VI-lea, Împărat Roman, din ținuturile din Austria aflate sub dominația Casei de Habsburg au fost deportați în Transilvania protestanții, foști catolici ce trecuseră la confesiunea evanghelică luterană. Motivul deportării a fost unul politic, monarhii impunând religia catolică ca religie de stat în fostul imperiu habsburgic/austriac. Orice schimbare de religie, era văzută ca o amenințarea la adresa stabilității imperiului. A fost inițiată o masivă recatolicizare (germană Rekatholizisierung), au fost interzise slujbele reformate după Martin Luther, preoții luterani au fost expulzați, iar scrierile „periculoase” ale acestora au fost arse.
Inițial, acțiunea de deportare a fost concepută numai ca o măsură de disuasiune, fapt pentru care, în prima fază au fost exilați numai capii familiilor luterane cu cea mai mare influență în regiune - Peer și Reisenauer, Riedler și Engleitner, Eggenreither și Stieger. Ulterior însă, pentru că disuasiunea nu a funcționat, măsura a fost extinsă asupra unor grupuri întregi de populație.
Se știe că, după încheierea Păcii Westfalice, din 1648 în Imperiul German s-a instituit o „lege a emigrației libere” (germană Freies Auswanderungsgesetz) cunoscută sub denumirea latină de „flebile beneficium emigrationis”, care regla relațiile între țările catolice și cele evanghelice ale imperiului. Această lege le garanta țăranilor o emigrare demnă, oferindu-le un interval de trei ani în care să să-și lichideze bunurile imobiliare, dreptul de a lua cu ei întreaga avere mobilă și întreaga familie. precum și dreptul de a-și alege singuri locul de destinație. Majoritatea au emigrat în Prusia.
Pentru că nu respecta această lege, deportarea celor peste 800 de persoane, din care în jur de 200 din Carintia, a fost mascată sub denumirea germană de Transmigration (transmigrare), rămasă în istorie sub denumirea de Karolinische Transmigration (i.e. transmigrarea carolină). 
Istoria a consemnat faptul că 624 de deportați, din care jumătate copii, proveneau din parohiile Goisern, Hallstatt, Laufen și Ischl. Aceștia au fost aduși pe calea apei (râurile Siebner-Zillen, Traun și Dunărea) până în Banat, de unde au continuat drumul pe jos până în Transilvania. Nu au avut dreptul să ia cu ei decât „un butoiaș” cu lucrurile proprii, care s-a putut încărca pe corabie, și au primit o sumă de bani, ca avans pentru lichidarea proprietăților lor, ce urma să fie făcută de autorități. Lipsurile și bolile au decimat aproape în întregime acești deportați.
Ravagiile ciumei abătute asupra Transilvaniei în 1738, și ale războiului austriaco-turc din 1736-1739, culminând cu moartea împăratului în 1740, au stopat pe moment transmigrația, care s-a întețit însă sub domnia împărătesei Maria Terezia. Au urmat două valuri mari, 1752-1757 și 1773-1776, când au fost transmigrați (deportați) alți 3000 de „eretici” din Lande ob der Enns din Carintia (germană Kärnten) și Stiria (germană Steiermark). În anii '50 au fost deportați în special locuitori din Austria Superioară (germană Oberösterreich), din regiunile Gmunden, Laakirchen și Vöcklabruck, pentru ca în anii '70 să mai fie deportați 188 de locuitori din Stadl an der Murr din regiunea Steiermark.
Aceștia s-au stabilit în trei sate din apropiere de Hermannstadt (Sibiu): Neppendorf (Turnișor, azi cartier al Sibiului), Großau (Cristian, Sibiu) și Großpold (Apoldu de Sus, Sibiu), și sunt cunoscuți sub denumirea de Landler, iar așezarea lor în această zonă ca Landlersiedlung. Prin lege, acestora le era interzis să se întoarcă în ținuturile natale din Austria.
Deportarea (transmigrarea) începută în 1734, de pe domeniul Salzkammergut, s-a terminat în 1776 cu cei deportați din Judenburg din regiunea Weststeiermark.